# Antonio Karmany
Antonio Karmany (Sant Joan (Mallorca), 21 januari 1934) is een Spaans voormalig wielrenner.

## Belangrijkste overwinningen
1960
- Bergklassement Ronde van Spanje
- Subida al Naranco

1961
- Bergklassement Ronde van Spanje
- Subida a Urkiola
- Euskal Bizikleta

1962
- Eindklassement Ronde van Catalonië
- Bergklassement Ronde van Spanje

1963
- Subida al Naranco

1965
- 2e etappe Ruta del Sol

## Resultaten in voornaamste wedstrijden
| Jaar | Ronde van Italië | Ronde van Frankrijk | Ronde van Spanje |
| ---- | ---------------- | ------------------- | ---------------- |
| 1957 |                  |                     | opgave           |
| 1958 |                  |                     | opgave           |
| 1959 |                  |                     | 22e (1)          |
| 1960 |                  | opgave              | 4e (1)           |
| 1961 |                  |                     | 8e (1)           |
| 1962 |                  |                     | 21e              |
| 1963 |                  | 54e                 | 14e              |
| 1964 |                  |                     | 15e              |
| 1965 |                  |                     | opgave           |

(*) tussen haakjes aantal individuele etappe-overwinningen